# Brachypsalis
Brachypsalis — вимерлий рід хижих ссавців із родини мустелових, що жив у період міоцену. Знайдені в США. Це були відносно кремезні тварини, віддалено схожі на борсука.
Рід вперше був описаний Едвардом Дрінкером Копом у 1890 році. Пізніше схожий рід брахипсалоїди (Brachypsaloides), був ідентифікований як синонім брахипсаліса. Коп відніс рід до родини Mustelidae, тоді як Я. А. Баскін у 1998 році відніс його до підродини Oligobuninae.
У роді описано п'ять видів: B. hyaenoides, B. matutinus, B. modicus, B. obliquidens та B. pachycephalus. Шостий вид, B. simplicidens, пізніше був віднесений до синонімів Megalictis ferox.